# أبريل أونيل
أبريل أونيل (وُلِدت في 7 أبريل 1987) هي ممثلة إباحية أمريكية.

## الحياة الشخصية
أونيل معجبة بسلاحف النينجا، وهي تقول أنها اتخذت اسمها الفني تكريماً لأبريل اونيل، إحدى الشخصيات الأساسية في سلاحف النينجا. خارج الأفلام الإباحية، هي تستمتع بالطبخ وباللعب بالإكس بوكس الخاص بها. وتُعرَف بكونها مزدوجة الميول الجنسية.

## الجوائز والترشيحات
- الترشيح لجائزة XBIZ عام 2011- نجمة العام.[3]
- الترشيح لجائزة AVN عام 2012- أفضل مشهد إباحي لصبي/فتاة.[4]
- الترشيح لجائزة AVN عام 2012- أفضل أداء مهيج.[4]